# دوارتي ماتشادو
دوارتي ماتشادو (12 فبراير 1983 في البرتغال - ) هو لاعب كرة قدم برتغالي في مركز الدفاع. لعب مع أتليتيكو كلوب دي برتغال ونادي أولهانينسي ونادي بيلينينسش ونادي فاتيما وأتلتيكو كاسا بيا وC.D. Olivais e Moscavide ‏.

## وصلات خارجية
- دوارتي ماتشادو على موقع قاعدة بيانات كرة القدم.إي يو (الإنجليزية)
- دوارتي ماتشادو على موقع Soccerway.com (الإنجليزية)
- دوارتي ماتشادو على موقع AS.com (الإسبانية)